# Neferhotep I
Neferhotep I – 22. król XIII dynastii starożytnego Egiptu
Prawdopodobnie panował w latach 1705-1694 p.n.e. Był najstarszym synem Haanchefa - arcykapłana z Abydos i Kem. Wraz ze swym młodszym bratem Sobekhotepem IV, uważani są za najważniejszych władców XIII dynastii. Według Kanonu Turyńskiego sprawował władzę 11 lat. Jego żoną została Senebsen, z którą miał syna Haanchefa i córkę Kemi (imiona po dziadkach). Stolicą Neferhotepa było Iczitaui - stolica założona przez twórców XII dynastii. Władca znany jest z listy królewskiej i posągu z Karnaku, posągu z Fajum, posągu ze świątyni Hekaiba na Elefantynie, ze steli z Abydos, w tekście których zakazał budowy nowych grobowców. Na reliefie znalezionym w Byblos król ukazany jest w pozie władcy i zwierzchnika, co jest dowodem zwierzchności Egiptu nad tymi ziemiami. Najprawdopodobniej panował nad całym obszarem Obydwu Krajów z wyjątkiem 6. nomu Dolnego Egiptu, którego stolica Ksois była rezydencją XIV dynastii, później również siedzibą władców hyksoskich. 

## Tytulatura
| G5 |

| G5 |

| U17 · N17 · N17 |

| U17 · N17 · N17 |

| U17 · N17 · N17 |

| U17 · N17 · N17 |

| G5 |

| G5 |

| U17 · N17 · N17 |

| U17 · N17 · N17 |

| U17 · N17 · N17 |

| U17 · N17 · N17 |

| G16 |

| G16 |

| F13 · Q3 · Z9 | U17 · D36 | X1 · Y1 | M17 |

| F13 · Q3 · Z9 | U17 · D36 | X1 · Y1 | M17 |

| F13 · Q3 · Z9 | U17 · D36 | X1 · Y1 | M17 |

| F13 · Q3 · Z9 | U17 · D36 | X1 · Y1 | M17 |

| G16 |

| G16 |

| F13 · Q3 · Z9 | U17 · D36 | X1 · Y1 | M17 |

| F13 · Q3 · Z9 | U17 · D36 | X1 · Y1 | M17 |

| F13 · Q3 · Z9 | U17 · D36 | X1 · Y1 | M17 |

| F13 · Q3 · Z9 | U17 · D36 | X1 · Y1 | M17 |

| G8 |

| G8 |

| Y5 · N35 | U6 · D21 | w&t |

| Y5 · N35 | U6 · D21 | w&t |

| Y5 · N35 | U6 · D21 | w&t |

| Y5 · N35 | U6 · D21 | w&t |

| G8 |

| G8 |

| Y5 · N35 | U6 · D21 | w&t |

| Y5 · N35 | U6 · D21 | w&t |

| Y5 · N35 | U6 · D21 | w&t |

| Y5 · N35 | U6 · D21 | w&t |

| M23 · X1 | L2 · X1 |

| M23 · X1 | L2 · X1 |

| N5 | N28 · D36 | Y8 |

| N5 | N28 · D36 | Y8 |

| N5 | N28 · D36 | Y8 |

| N5 | N28 · D36 | Y8 |

| M23 · X1 | L2 · X1 |

| M23 · X1 | L2 · X1 |

| N5 | N28 · D36 | Y8 |

| N5 | N28 · D36 | Y8 |

| N5 | N28 · D36 | Y8 |

| N5 | N28 · D36 | Y8 |

| G39 | N5 |

| G39 | N5 |

| F35 | R4 · X1 · Q3 |

| F35 | R4 · X1 · Q3 |

| F35 | R4 · X1 · Q3 |

| F35 | R4 · X1 · Q3 |

| G39 | N5 |

| G39 | N5 |

| F35 | R4 · X1 · Q3 |

| F35 | R4 · X1 · Q3 |

| F35 | R4 · X1 · Q3 |

| F35 | R4 · X1 · Q3 |